# Andrej Belčić
Andrej Belčić (* 5. August 2003) ist ein kroatischer Leichtathlet, der im Sprint und Mittelstreckenlauf an den Start geht.

## Sportliche Laufbahn
Erste Erfahrungen bei internationalen Meisterschaften sammelte Andrej Belčić im Jahr 2022, als er bei den Balkan-Hallenmeisterschaften in Belgrad in 1:57,32 min die Bronzemedaille im 800-Meter-Lauf gewann. Im Juli wurde er bei den U20-Balkan-Meisterschaften in Denizli in 49,02 s Dritter im B-Lauf über 400 Meter und gewann in 1:52,49 min die Silbermedaille über 800 Meter. Zudem siegte er in 3:16,99 min mit der kroatischen 4-mal-400-Meter-Staffel. Im Jahr darauf gelangte er bei den Balkan-Meisterschaften in Kraljevo mit 1:53,46 min auf den zwölften Platz über 800 Meter und gewann mit der Staffel in 3:11,47 min die Bronzemedaille hinter den Teams aus der Ukraine und Slowenien. 2025 gewann er bei den Balkan-Hallenmeisterschaften in Belgrad in 1:48,88 min die Bronzemedaille über 800 Meter hinter dem Türken Ömer Faruk Bozdağ und seinem Landsmann Nino Jambrešić. Im Juli schied er bei den World University Games in Bochum mit 1:55,03 min in der ersten Runde aus.
2023 wurde Belčić kroatischer Meister im Distanz-Staffellauf. Zudem wurde er 2025 Hallenmeister über 400 Meter.

## Persönliche Bestleistungen
- 400 Meter: 47,98 s, 8. Juli 2023 in Karlovac
  - 400 Meter (Halle): 48,63 s, 22. Februar 2025 in Zagreb
  - 600 Meter (Halle): 1:17,68 min, 25. Januar 2025 in Zagreb (kroatischer Rekord)
- 800 Meter: 1:48,18 min, 14. Mai 2025 in Zagreb
  - 800 Meter (Halle): 1:48,60 min, 1. Februar 2025 in Zagreb